# Nederpop
Nederpop eller holländsk popmusik, är popmusik skapad av holländska band och artister.
Namnet är en ordlek med landets namn på holländska (Nederland). Nederpop är en holländsk term som uppfanns under mitten av 1970-talet för att beskriva den holländska popmusikscenen på 1960- och 1970-talen som började få uppmärksamhet världen över. De flesta av Nederpopsbanden under denna period hade låtar på engelska eller spelade bara instrumentalt, men vissa band framförde uteslutande på holländska. Många av dem blev populära tack vare radiospel på piratradio som riktade sig mot Nederländerna, såsom Mi Amigo, Veronica, Atlantis och Northsea International.
Under början av 1980-talet återupplivades termen Nederpop för att namnge den plötsliga tillväxten av holländskspråkig popmusik från Nederländerna. Den återupplivade betydelsen kom till på grund av den enorma framgången för Doe Maar. Denna framgång hjälpte andra band att sjunga på holländska och/eller få uppmärksamhet i rampljuset.